# Women’s Euro-Winners-Cup
Der  Women’s Euro-Winners-Cup ist ein kontinentaler Wettbewerb für Beachsoccer Frauen Vereinsmannschaften Europas. Der Wettbewerb wird seit 2016 unter Obhut der BSWW ausgetragen. Startberechtigt sind in der Regel die besten Mannschaften (Meister) eines Landes, wobei die leistungsstärksten Länder mehrere Mannschaften ins Rennen schicken dürfen.

## Die Turniere im Überblick
| Jahr         | Austragungsort    | Finale                   | Finale                | Finale                   | Spiel um Platz drei      | Spiel um Platz drei   | Spiel um Platz drei |
| Jahr         | Austragungsort    | Sieger                   | Ergebnis              | 2. Platz                 | 3. Platz                 | Ergebnis              | 4. Platz            |
| ------------ | ----------------- | ------------------------ | --------------------- | ------------------------ | ------------------------ | --------------------- | ------------------- |
| 2016 Details | Catania (Italien) | Grasshopper Club Zürich  | 5:4                   | BeachKick Ladies Berlin  | WFC Zvezda               | 5:3                   | Catanzaro           |
| 2017 Details | Nazaré (Portugal) | Havana Shots Aargau      | 4:3 n. V.             | Portsmouth               | Higicontrol Melilla      | 4:3                   | WFC Zvezda          |
| 2018 Details | Nazaré (Portugal) | WFC Zvezda               | 2:0                   | Portsmouth               | AIS Playas de San Javier | 3:1                   | Amnéville           |
| 2019 Details | Nazaré (Portugal) | AIS Playas de San Javier | 3:3 n. V., 2:0 i.9mS. | Madrid CCF               | Stade Reims              | 9:3                   | Lokrians            |
| 2020 Details | Nazaré (Portugal) | Mriya 2006               | Ligasystem            | Cáceres                  | WFC Zvezda               | Ligasystem            | Marseille BT        |
| 2021 Details | Nazaré (Portugal) | Madrid CCF               | 6:3                   | WFC Zvezda               | Bonaire Terrassa         | 5:5 n. V., 6:5 i.9mS. | Marseille BT        |
| 2022 Details | Nazaré (Portugal) | Bonaire Terrassa         | 5:3                   | AIS Playas de San Javier | Marseille BT             | 3:2                   | Higicontrol Melilla |
| 2023 Details | Nazaré (Portugal) | Higicontrol Melilla      | 3:1                   | FC10 Ladies              | Bonaire Terrassa         | 6:1                   | San Javier          |
| 2024 Details | Nazaré (Portugal) | Higicontrol Melilla      | 4:3                   | Red Devils Chojnice      | Huelva                   | 4:3 n. V.             | Pozoalbense         |